# Louis Kugelmann
Louis Kugelmann ou Ludwig Kugelmann ( Lemförde, 19 de fevereiro de 1828 – Hanôver, 9 de janeiro de 1902) foi um ginecologista, pensador e ativista social democrata alemão e confidente de Marx e Engels.
Ele se encontrou com Karl Marx diversas vezes. Visitou-o em Hanôver e trocou cartas com ele de 1862 a 1875. Foi membro do Associação Internacional dos Trabalhadores e depois do Partido Social-Democrata da Alemanha (SPD).